# شركة نفط إيرانول
شركة نفط إيرانول (بالفارسية: شرکت نفت ایرانول) هي شركة إيرانية تعمل في مجال إنتاج زيوت المحركات والشحوم ومواد التشحيم.

## التاريخ
تأسست شركة إيرانول في 1 ديسمبر 2002، وذلك في إطار سياسات خصخصة الشركات المملوكة للدولة وتقليص حجم القطاع العام. في هذا السياق، نُقل جزء من مصانع مصفاتي طهران وعبادان من شركة النفط الوطنية الإيرانية إلى القطاع الخاص. وبهذا تشكّلت شركة نفط إيرانول من ثلاثة أقسام رئيسية: أجزاء من مصفاة طهران، مصفاة عبادان، ومجمع لإنتاج الحاويات والتغليف. أُدرجت في بورصة طهران تحت الرمز NOLZ1 في فبراير 2012، ويعد كل من منظمة الضمان الاجتماعي الإيرانية، منظمة تقاعد موظفي الخدمة المدنية الإيرانية، ومؤسسة العتبة الرضوية المقدسة من المساهمين الرئيسيين في الشركة.

## منتجات
تشمل منتجات الشركة زيوت المحركات، الشحوم، مواد التشحيم، بالإضافة إلى منتجات متخصصة مثل مضادات الشيخوخة ومضادات اللحام وسوائل التبريد.